# Козебродский, Владислав

Герб графов Козебродских

Владислав Козебродский (пол. Władysław Koziebrodzki; (1839,  Kołodziejówce, Галиция  — 13 февраля 1893, Chłopice Подкарпатское воеводство) — польский граф, драматург и писатель.

## Биография
Заканчивал своё образование в Париже, когда вспыхнуло польское восстание 1863. Козебродский поспешил на родину, но был там арестован, а после освобождения жил в Швейцарии, где напечатал несколько брошюр политического содержания: «Być albo nie być», «Со robić?», «Galicyja i Austryja» и другие.
В 1867 году поселился в своих поместьях под Краковом. На литературное поприще Козебродский выступил в журналах с рядом повестей, романов и критических очерков, наибольшей известностью из которых пользовались драмы: «Po śliskiéj drodze» (1868), «Klaudyja» (1871), но особенно одноактные пьесы: «Pokusa», «Balowe rękawiczki», «Po ślubie», «Zakochana para», «Zawierucha» «W jesieni», «Celina».